# Адлерберг, Яков Фёдорович
Яков Фёдорович Адлерберг (нем. Jakob Ernst August von Adlerberg; 20 августа 1770, Ревель —
14 августа 1832, там же) — генерал-майор российского флота (1830).

## Биография
Сын полковника русской службы Фёдора Яковлевича Адлерберга.
В мае 1785 поступил в Морской корпус кадетом. 23 февраля 1789 произведён в гардемарины.
Активно участвовал в Русско-шведской войне 1788—1790. На корабле «Изяслав» храбро сражался в Эландском сражении (1789), на корабле «Америка» — в Красногорском и Выборгском сражениях (1790).
1 мая 1790 произведён в мичманы (служил в Красной Горке под Выборгом). Офицер Балтийского флота, плавал между Кронштадтом и Ревелем, в Финском заливе (1791—1800). 11 апреля 1794 получил чин лейтенанта флота; 30 ноября 1800 вышел в отставку в звании капитан-лейтенанта.
10 января 1803 возобновил службу в звании лейтенанта. Служил в Ревеле (с 1803) и в Архангельске (1805—1806). В 1807 командовал фрегатом «Помона» в Санкт-Петербурге, в 1808 командовал в Ревеле плавучими батареями. С 1 января 1808 — капитан-лейтенант флота. В 1809—1812 командовал брандвахтенным фрегатом «Елизавета» на Ревельском рейде. В 1812—1816 служил при Ревельском порте, 9 марта 1816 произведён в капитаны 2-го ранга.
В 1817 командовал линейным кораблем «Чесма» и плавал между Ревелем и Свеаборгом. В 1818—1826 — командир 19-го флотского экипажа Балтийского флота (в Ревеле), 12.5.1822 произведён в капитаны 1-го ранга. С 1827 по 1831 — капитан над Ревельским портом, 6.12.1830 произведён в генерал-майоры флота. С 1831 в отставке.
Умер 14 августа 1832 года в Ревеле; похоронен в Домском соборе.

### Семья
Отец — Фёдор Яковлевич фон Адлерберг (нем. Gustav Friedrich von Adlerberg; 24.10.1738 — 22.9.1794).
Мать — Анна Мария (урожд. фон Багговут; 5.4.1733 — 10.1.1783), дочь Бернарда Иоганна Багговута.
Жена (с 21.5.1796) — Анна Амалия (урожд. фон Штольценвальд; 1780 — 5.10.1835, Ревель), дочь поручика Кристофа фон Штольценвальда.
Дети:
- Юлиана Шарлотта (8.8.1796 — 27.11.1796, Ревель);
- Катарина Юлиана[6] (19.10.1797, Ревель — 1.6.1838, Петербург), замужем за Густавом фон Гернет, лейтенантом артиллерии;
- Анна Элизабет[6] (6.7.1799 — 14.6.1830, Ревель);
- Густав Фредрик Кристиан[6] (29.4.1801, Ревель — 15.9.1857), полковник; с 15.8.1825 женат на Анне фон Фляйшер;
- Августа Елена (13.12.1802, Ревель — 2.2.1872), с 3.12.1833 замужем за капитаном гвардии Петером Карлом Иоганном фон Гильденштуббе (1795 — ?);
- Александр (24.11.1804, Ревель — 22.5.1855, Севастополь), генерал-майор; с 6.2.1831 женат на Наталии Хассельнуш (22.1.1813, Рига — 28.12.1869, Петербург);
- Юлия Амалия (13.4.1807, Ревель — xx.4.1887, Ревель), с 22.12.1835 замужем за Деметрием фон Франц;
- Фредрик;
- Каролина Вильгельмина (26.1 — 22.11.1809, Ревель);
- Мария Терезия Якобина (19.10.1810, Ревель — xx.12.1890, Ревель); с 28.1.1850 замужем за C. C. F. Hoeppener;
- Генриетта София (14.4.1812 — 10.7.1814);
- Наталия Эрнестина (19.1.1814, Ревель — 14.10.1835, Аренсбург), с 25.7.1835 замужем за Петером Вильгельмом Аркадием Экеспаре (1804—1835).

## Награды
- Орден Святого Георгия 4-й степени (26.11.1816)[2] — за выслугу 18 морских кампаний.
- Орден Св. Владимира 4-й степени (18.12.1828)[2] — за выслугу 35 лет в офицерских чинах.